# Villa Cura Brochero
Villa Cura Brochero è una città dell'Argentina, capoluogo del dipartimento di San Alberto, nella provincia di Córdoba. La città venne fondata nel 1864 da Francesco Aguirre con il nome di Villa Tránsito, ma nel 1916 il nome venne mutato in quello attuale, per onorare il sacerdote José Gabriel del Rosario Brochero, detto Cura Gaucho, dedicatosi alla cura dei malati di colera, una cui epidemia si era diffusa nella zona di Córdoba. Morì in odore di santità nella città il 14 novembre 1914 e nel 2004 papa Giovanni Paolo II lo ha dichiarato venerabile. Papa Francesco lo ha beatificato il 14 settembre 2013 e canonizzato il 16 ottobre 2016.

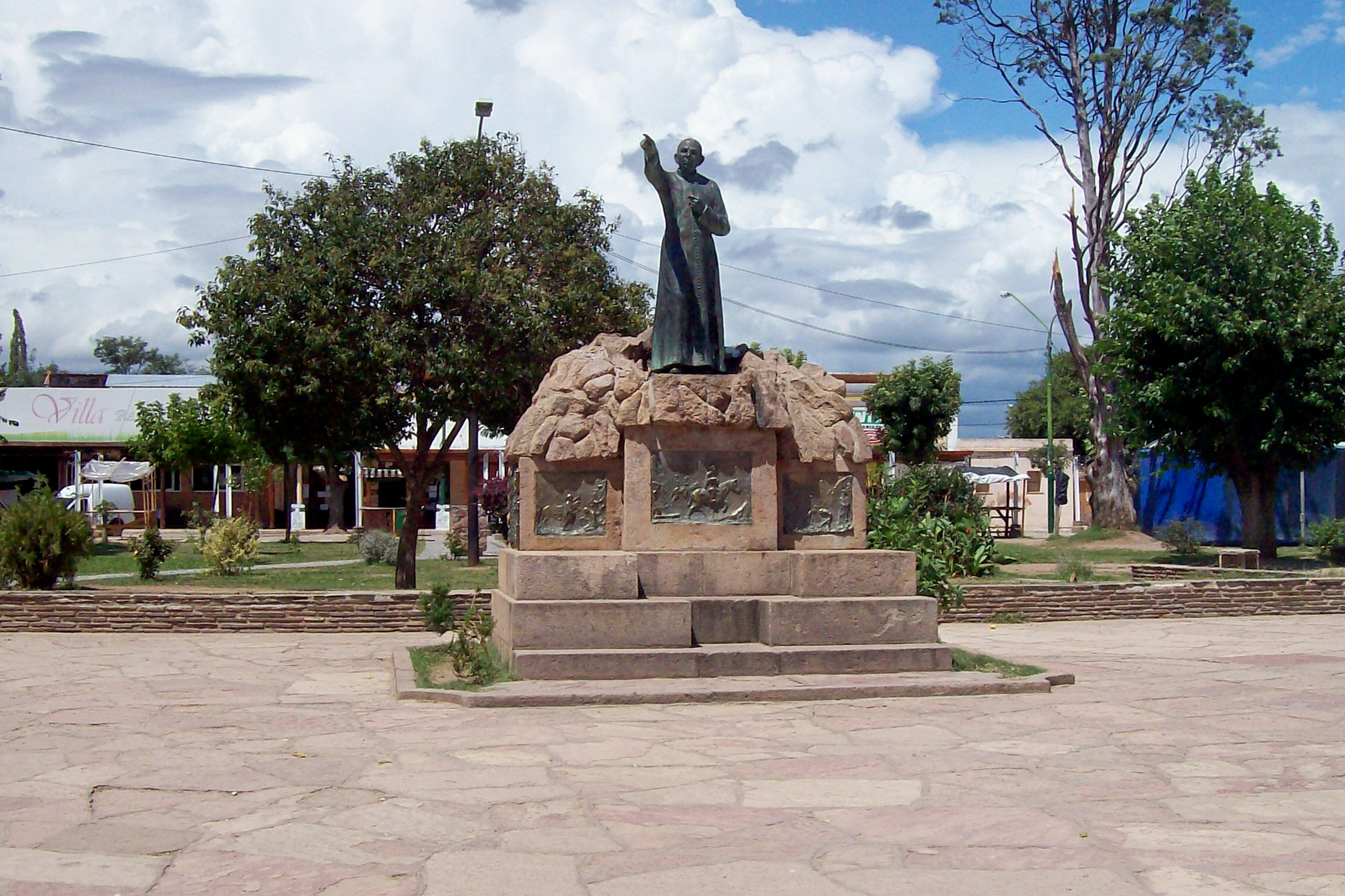
Monumento a san José Gabriel del Rosario Brochero.